# Meniscomorpha kevla
Meniscomorpha kevla är en stekelart som beskrevs av Ugalde och Ian D. Gauld 2002. Meniscomorpha kevla ingår i släktet Meniscomorpha och familjen brokparasitsteklar. Inga underarter finns listade i Catalogue of Life.